# Правительство в изгнании
Прави́тельство в изгна́нии — «правительствообразная» политическая группа, которая претендует на то, чтобы быть законным правительством страны или полусуверенного государства, но не может осуществлять законную власть и вместо этого проживает в другом государстве в изгнании. 

## История
Правительства в изгнании обычно планируют вернуться в свою родную страну и восстановить формальную власть. Правительство в изгнании отличается от государства-обрубка в том смысле, что государство-обрубок контролирует по крайней мере часть своей бывшей территории. Например, во время Первой мировой войны почти вся Бельгия была оккупирована Германией, но Бельгия и её союзники удерживали небольшую территорию на западе страны. Правительство в изгнании, напротив, потеряло всю свою территорию.
Правительства в изгнании обычно возникают во время оккупации в военное время или после гражданской войны, революции или военного переворота. 
Например, во время немецкой экспансии во время Второй мировой войны некоторые европейские правительства искали убежища в Великобритании (правительство Польши в изгнании, правительство Югославии в изгнании, Правительство Нидерландов в изгнании). 
С другой стороны, Временное правительство свободной Индии стремилось использовать поддержку вторгшихся японцев, чтобы получить контроль над страной от тех, кого оно считало британскими оккупантами. 
Правительство в изгнании может также сформироваться на основе убеждения его создателей в нелегитимности правящего правительства. Например, в связи с началом Гражданской войны в Сирии в 2011 году Национальная коалиция сирийских революционных и оппозиционных сил была сформирована группами, члены которых стремились положить конец правлению правящей партии Баас.
Эффективность правительства в изгнании зависит прежде всего от объёма поддержки, которую оно получает либо от иностранных правительств, либо от населения своей собственной страны. Некоторые правительства в изгнании превращаются в грозную силу, бросая серьёзный вызов действующим властям страны, в то время как другие могут поддерживаться главным образом в качестве символического жеста.
Феномен правительства в изгнании предшествует официальному использованию этого термина. В периоды монархического правления изгнанные монархи или династии иногда создавали свои дворы в изгнании — как это делал дом Стюартов, когда Оливер Кромвель свергал их с трона, и снова во время Славной революции. Дом Бурбонов — ещё один пример, потому что он продолжал признаваться другими странами как законное правительство Франции после того, как был свергнут населением во время Французской революции. Это продолжалось на протяжении всего правления Наполеона Бонапарта и Наполеоновских войн с 1803—1804 по 1815 год. С распространением конституционной монархии монархические правительства, которые были изгнаны, стали включать премьер-министра.